# Criwe
Criwe oder Kriwe (lateinisch Crywo, Cyrwaitos, litauisch Krivis) war die Bezeichnung für den höchsten Priester der Prussen, dessen Einflussbereich sich auch auf das Gebiet der litauischen, lettischen und anderer baltischer Stämme seiner Zeit erstreckt haben soll. Möglicherweise war es eigentlich die Bezeichnung für einen weltlichen und religiösen Führer bei baltischen Stämmen.

## Schriftliche Quellen
Erste Berichte über prussische Kriwe erscheinen 1326 bei Peter von Dusburg. Er schreibt, dieser habe in einem Ort Romowe gewirkt und sei von den Prussen wie ein Papst verehrt worden. Er sei für das ewige Feuer zuständig gewesen.
Im 16. Jahrhundert berichtet Simon Grunau über Criwe. Wurde der Kriwe krank, ließ er sich lebend verbrennen und die Waideler wählten danach den neuen Kriwe.
Simon Grunau und auch Matthäus Prätorius (1689) nennen die Namen von jeweils 48 Kriwes aus den Jahren 502 bis 1265.

## Name
Der Historiker Johannes Voigt (1786–1863) wies darauf hin, dass der Dorfschulze in Litauen einen kriwule genannten Krummstab herumschickte, um zur Dorfversammlung einzuladen. Voigt meinte, dass dieser Stab nach dem Criwe benannt sei. Die Zusammenhänge werden aber in der modernen Forschung kontrovers diskutiert.
Im Litauischen bedeutet das Wort krivis „krumm“. Diese Etymologie passt gut zum litauischen Krummstab des Schulzen, ist aber problematisch zur Bezeichnung eines Priesters. Denkbar ist allerdings eine Bedeutungsverschiebung von „gebückte, gekrümmte Person“ zu „Greis“ und weiter zu „Weiser“.

## Deutungen
Die ältesten Nachrichten zu diesem Thema, die Aufzeichnungen des Peter von Dusburg entstanden ca. 100 Jahre nach der Unterwerfung der Prussen durch den Deutschen Orden. Sie sind daher in ihren historischen und auch ethnographischen Bestandteilen nicht immer authentisch. Das gilt auch für spätere Autoren und entsprechend sind deren Aussagen unter Vorbehalt zu betrachten.
Nach Jaan Puhvel ist der Criwe ein Priester, der mit dem keltischen Druiden und dem indischen Brahmanen verglichen werden könne.
Wilhelm Gaerte meinte gar, dass „Criwe“ ursprüngliche eine Person des Rechtswesen bezeichnet hat und Peter von Dusburg daraus einen Priester gemacht habe.